# Traian Vuia (Timiș)

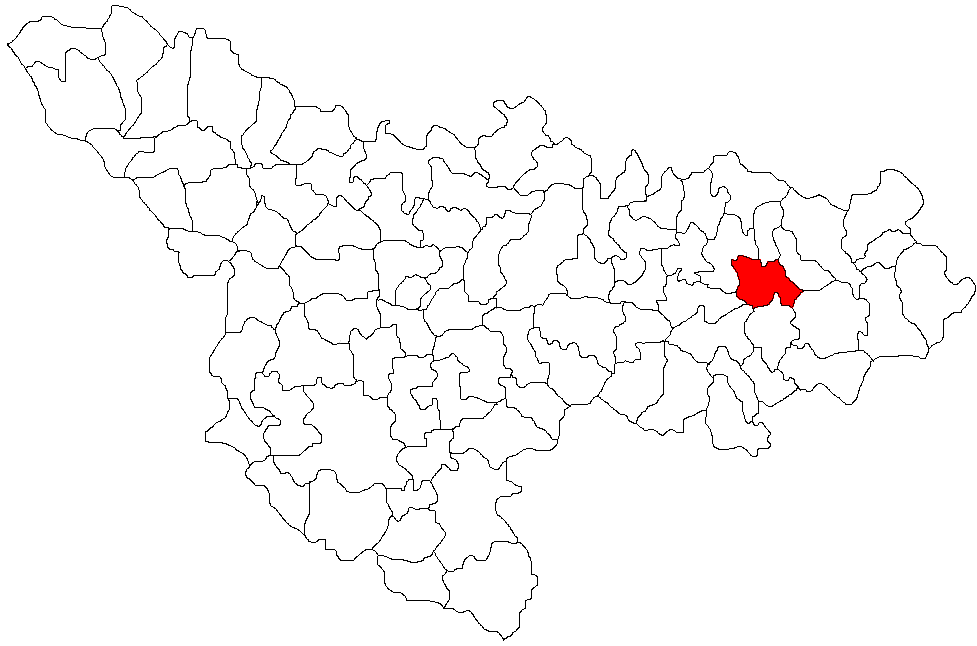
Lage der Gemeinde Traian Vuia im Kreis Timiș

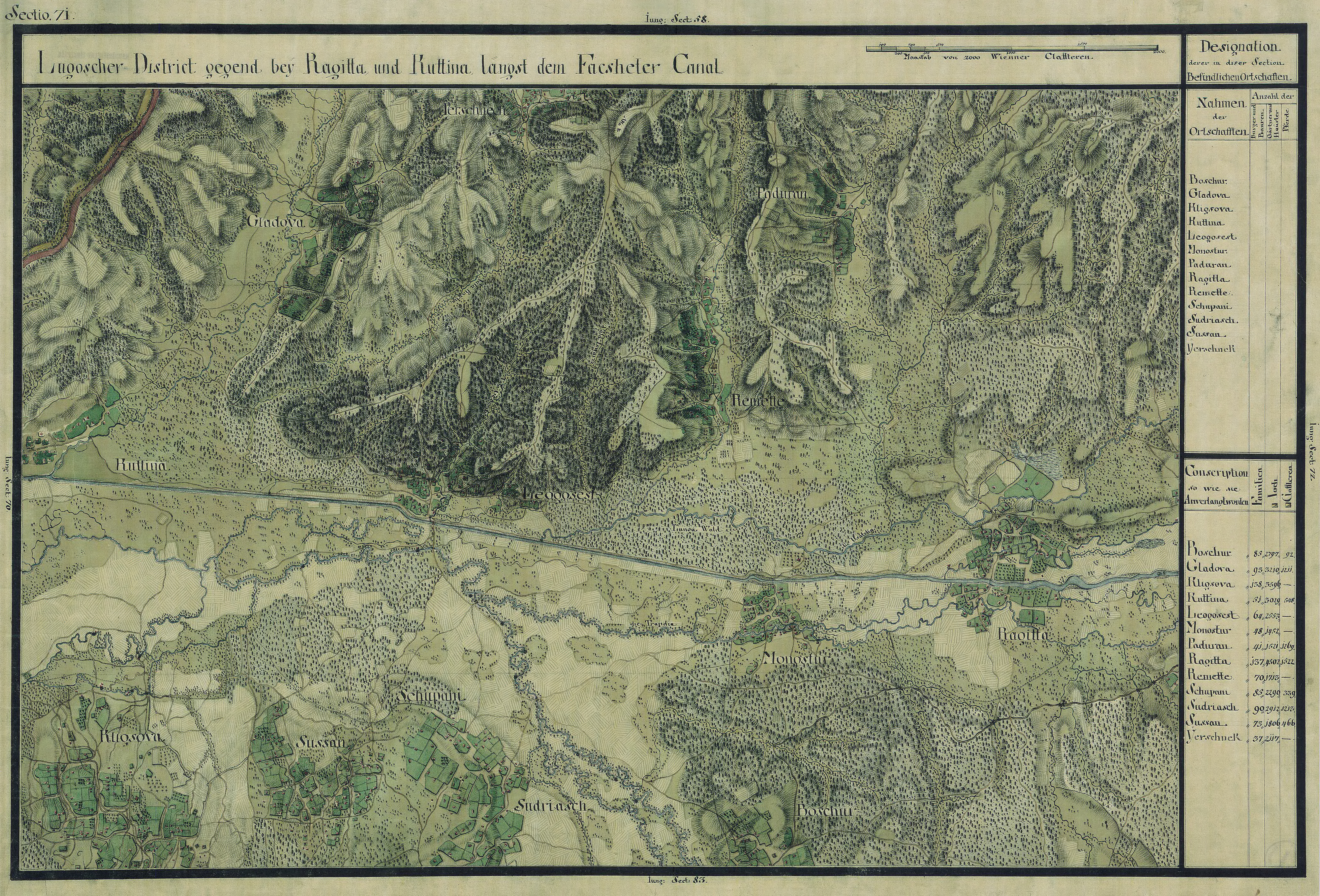
Bujoru auf der Josephinischen Landaufnahme (1769–1772)

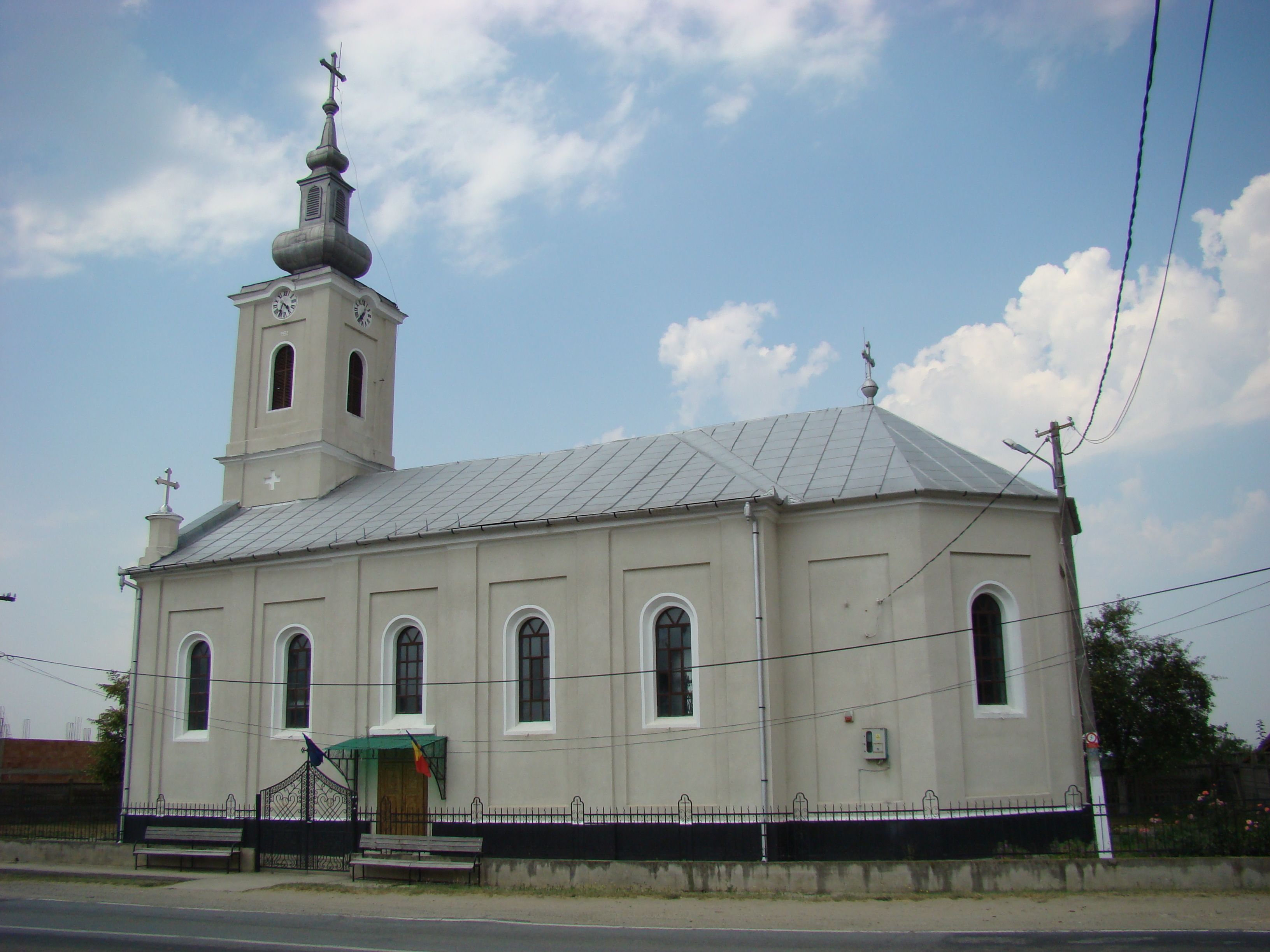
Orthodoxe Kirche in Traian Vuia

Traian Vuia (bis 1950 Bujoru; ungarisch Bozsorfo) ist eine Gemeinde im Kreis Timiș, in der Region Banat, im Südwesten Rumäniens. Zur Gemeinde Traian Vuia gehören auch die Dörfer Jupani, Săceni, Sudriaș (Gemeindesitz), Surducu Mic und Susani.

## Geografische Lage
Traian Vuia liegt im Osten des Kreises Timiș, an der Nationalstraße DN68 und an der Europastraße E673, in 85 Kilometer Entfernung von der Kreishauptstadt Timișoara.

## Nachbarorte
| Bethausen | Mănăștiur                                   | Dumbrava    |
| Susani    | Kompassrose, die auf Nachbargemeinden zeigt | Bucovăț     |
| Sudriaș   | Săceni                                      | Surducu Mic |

## Geschichte
Der Ort Bozsorfo (rumänisch Bujoru) wurde 1453 erstmals urkundlich erwähnt. Zur Zeit der Josephinischen Landaufnahme von 1717 hatte Bujoru 30 Häuser.
Der Vertrag von Trianon am 4. Juni 1920 hatte die Dreiteilung des Banats zur Folge, wodurch Bujoru an das Königreich Rumänien fiel.
1872 wurde der rumänische Luftfahrtpionier Traian Vuia in Bujoru geboren. Nach ihm wurde 1950 die Gemeinde benannt.

## Demografie
Die Bevölkerungsentwicklung der Gemeinde Traian Vuia:
| 1880 | 2963 | 2866 | 31  | 57 | 9              |
| 1910 | 4134 | 3574 | 438 | 34 | 88             |
| 1930 | 3697 | 3363 | 281 | 31 | 22             |
| 1977 | 3005 | 2819 | 91  | 1  | 94             |
| 2002 | 2241 | 2015 | 52  | 5  | 169            |
| 2021 | 2130 | 1797 | 12  | -  | 321 (120 Roma) |